# Ricardo de Los-Rios
Ricardo de Los-Rios (en espagnol : Ricardo de los Ríos) (1846 - 1929) est un artiste peintre, graveur aquafortiste et illustrateur espagnol.

## Biographie
Ricardo de Los-Rios est né en 1846 à Valladolid (Espagne).
Il apprend l'art de peindre auprès d'Isidore Pils, à l'atelier de l'École des beaux-arts de Paris. Remarqué dès 1868, et comparé par son inspiration à Goya, il produit alors scènes de guerre, figures typiques, portraits, intérieurs, natures mortes, etc., ainsi que des copies de tableaux de maîtres. Il habite à cette époque rue de Vanves, puis après 1870 au 11 boulevard du Montparnasse. Exposant à partir de 1867 au Salon, il devient membre associé de la Société des artistes français et expose à leur salon régulièrement jusqu'en 1899, ainsi qu'avec la Société nationale des beaux-arts de 1890 à 1894. Il est médaille d'argent à l'exposition universelle de 1889 et expose à l'étranger (dont Chicago en 1893).

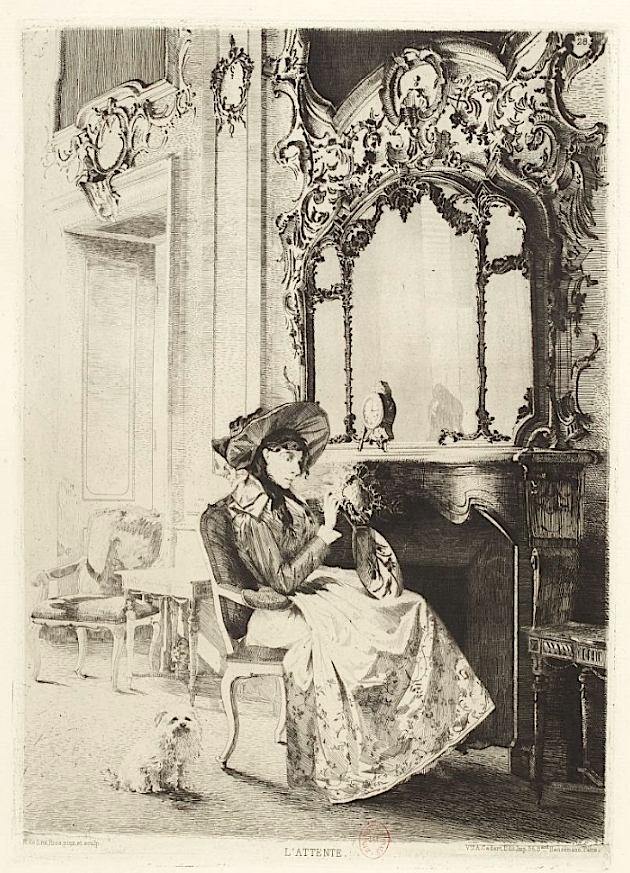
L'Attente, eau-forte, 1877, édition Cadart.

Mais c'est surtout en tant qu'aquafortiste — plus rarement le burin et la pointe sèche — qu'il accède à une certaine notoriété de par une importante production, estimée à plusieurs centaines de pièces. On sait qu'il est proche du cercle d'Alfred Cadart, fondateur de la Société des aquafortistes, et sans doute formé à cet art par l'un de ses membres. Cadart publie de lui entre autres huit planches originales pour les souscripteurs de L'Illustration nouvelle (1876-77) et L'Eau-forte en... (1877-81). Il déménage durant cette époque au 79 boulevard de Courcelles (vers 1877), puis au 46 rue de Chateaudun (vers 1885).
Ricardo de Los-Rios est un illustrateur très prolifique. Il collabore au Gil Blas, à L'Art, à L’Artiste, et surtout à la Gazette des beaux-arts (de 1879 à 1897). Pour les éditeurs d'ouvrages illustrés, souvent de haute tenue bibliophilique, il produit principalement des gravures d'interprétation d'après des dessins d'autres artistes.
Le célèbre marchand new-yorkais Knoedler le représente un temps.
En août 1894, il est nommé, à titre étranger, chevalier de la Légion d'honneur.
En 1905, il propose à la Calcografia Nacional d'éditer la suite La tauromaquia de Goya, en ramenant à Madrid les quarante cuivres originaux qu'il avait localisés à Paris chez l'éditeur Loizelet qui les détenait pour son édition de 1876.
Il décède en mai 1929 à Madrid.
La Chalcographie du Louvre possède trois eaux-fortes d’après Albert Besnard : La Visite de médecin, Velpeau à la charité, La Convalescence.

## Ouvrages illustrés
Tous ces ouvrages sont illustrées de ses eaux-fortes :
- 1879 : Histoire de Gil Blas de Santillane par Alain-René Lesage en 4 tomes, treize gravures, Paris, Jouaust/Librairie des bibliophiles.
- 1880 : L'Histoire de Don Quichotte de la Manche, seize vignettes d'après Jules Worms, Paris, Jouaust et Sigaud / Librairie des bibliophiles.
- 1882 : Atala, suivi de Le dernier Abencérage de René de Chateaubriand, préface de Mario Proth, dont 14 vignettes de Frédéric Régamey, Paris, Albert Quantin.
- 1882 : Les contes de Pinot Duclos (de Charles Duclos), préface d'Octave Uzanne, gravures originales, Paris, Albert Quantin.
- 1882 : Les Orientales de Victor Hugo, compositions de Jean-Léon Gérôme et Benjamin-Constant, Paris, G. Chamerot.
- 1885 : Paris anecdote d'Alexandre Privat d'Anglemont, portrait de l'auteur, Paris, P. Rouquette.
- 1886 : La Dame aux camélias d'Alexandre Dumas fils, dix gravures d'après Albert Besnard, Paris, A. Quantin.
- 1887 : L'Herbier : poésies de Philippe Gille, portrait-frontispice de l'auteur, Paris, A. Lemerre.
- 1893 : Les trophées de José Maria de Heredia, frontispice, Paris, Alphonse Lemerre.
- 1896 : Poésies de Jules Lemaître, portrait-frontispice de l'auteur, Paris, A. Lemerre.
- 1896-1897 : Poésies de Auguste Lacaussade portrait-frontispice de l'auteur, Paris, A. Lemerre.
- 1897 : Poésies de Philippe Gille, portrait-frontispice de l'auteur, Paris, A. Lemerre.
- 1897 : La Comédie humaine d'Honoré de Balzac, avec Frédéric-Émile Jeannin, d'après Gaston Bussière, 22 tomes, Londres, Leonard Smithers.
- 1898 : Poésies. Iambes et poèmes de Auguste Barbier, frontispice, Paris, A. Lemerre.